# Sympetrum himalayanum
Sympetrum himalayanum là loài chuồn chuồn trong họ Libellulidae. Loài này được Navás mô tả khoa học đầu tiên năm 1934.